# Pierre Alby
Pour les articles homonymes, voir Alby.
Pierre Alby est un ingénieur et chef d'entreprise français, né le 23 novembre 1921 dans le 17ème arrondissement de Paris et mort le 22 juillet 1998 à Louveciennes. Il est le petit-fils d'Amédée Alby et le neveu de John Nicolétis.

## Carrière
De 1945 à 1949, il est professeur de legislation générale et minière à l'Ecole des mines de Douai.
De 1949 à 1953, il est chef du service Economie de guerre au Secrétariat général permanent de la Défense nationale.
Membre du Corps des ingénieurs des mines, il devient directeur des mines au ministère de l'industrie (1957-1964) avant de quitter l'administration pour entrer à Gaz de France (GDF) dont il est directeur général de 1969 à 1979 et président du conseil d’administration de 1979 à 1986. Il est président de l'ERAP de 1980 à 1982.
De 1982 à 1987, il occupa le poste le plus élevé du corps des mines : vice-président du Conseil général des mines. 
Il présida aussi l'Association des cadres dirigeants de l’industrie pour le progrès économique et social (ACADI) de 1969 à 1972, ainsi que l'Association des anciens élèves de l’École nationale supérieure des mines de Paris de 1975 à 1977.
Il devient membre de la Commission de la privatisation en 1993.

## Distinctions
Il est commandeur de la légion d'honneur.
Il sera président d'honneur de Gaz de France.